# Ja, Klaudiusz (serial telewizyjny)
Ja, Klaudiusz (tytuł oryginalny: I, Claudius) – brytyjski serial telewizyjny emitowany przez BBC od 20 września do 6 grudnia 1976. Jest to adaptacja dylogii powieściowej brytyjskiego pisarza Roberta Gravesa – Ja, Klaudiusz i Klaudiusz i Messalina. Serial okazał się jedną z najpopularniejszych produkcji w historii BBC.
Narracja w filmie prowadzona jest z perspektywy cesarza Klaudiusza, stojącego nad grobem starca, który pisząc autobiografię, opowiada potomnym historię swej rodziny. Odsłania mroczne kulisy historii rodu, który stworzył potęgę Rzymu.
Serial nakręcony został w całości w studio, w konwencji telewizyjnego teatru – nie ma w nim scen plenerowych.

## Obsada
| Rola | Aktor                 | Dubbing                  |
| --- | --------------------- | ------------------------ |
| Klaudiusz | Derek Jacobi          | Stanisław Brejdygant     |
| Tyberiusz | George Baker          | Roman Wilhelmi           |
| Antonia | Margaret Tyzack       | Irena Laskowska          |
| Liwia | Siân Phillips         | Zofia Mrozowska          |
| Oktawian August | Brian Blessed         | Tadeusz Bartosik         |
| Herod Agryppa I | James Faulkner        | Włodzimierz Nowakowski   |
| Kaligula | John Hurt             | Henryk Talar             |
| Liwilla | Patricia Quinn        | Anna Romantowska         |
| Sejan | Patrick Stewart       | Krzysztof Kumor          |
| Agrypina | Fiona Walker          | Aleksandra Koncewicz     |
| Kastor | Kevin McNally         | Cezary Morawski          |
| Trazyllus | Kevin Stoney          | Gustaw Lutkiewicz        |
| Asprenas | James Fagan           | Maciej Szary             |
| Pallas | Bernard Hepton        | Maciej Maciejewski       |
| Messalina | Sheila White          | Małgorzata Włodarska     |
| Narcyz | John Cater            | Witold Pyrkosz           |
| Julia | Frances White         | Zofia Saretok            |
| Germanik | David Robb            | Krzysztof Machowski      |
| Kalpurnia | Jo Rowbottom          | Ewa Kania                |
| Druzus | Ian Ogilvy            | Krzysztof Kołbasiuk      |
| Praxis | Alan Thompson         | Tadeusz Grabowski        |
| Kasjusz Cherea | Sam Dastor            | Arkadiusz Bazak          |
| Marek Winicjusz | Norman Eshley         | Bogusław Stokowski       |
| Agrypa Postumus | John Castle           | Mariusz Benoit           |
| Bryzeida | Anne Dyson            | Barbara Rachwalska       |
| Makron | John Rhys-Davies      | Bogusz Bilewski          |
| Wipsania | Sheila Ruskin         | Joanna Jędryka           |
| Muza | Renu Setna            | Wiesław Drzewicz         |
| Gratus | Bernard Hill          | Włodzimierz Bednarski    |
| kwestor | Michael Segal         | Zygmunt Listkiewicz      |
| niewolnik Klaudiusza | Tony Haygarth         | Kazimierz Kaczor         |
| młody Lucjusz | Russell Lewis         | Jacek Czyż               |
| Gajusz | Earl Rhodes           | Michał Sawczuk           |
| Druzylla | Beth Morris           | Gabriela Kownacka        |
| Neron | Christopher Biggins   | Piotr Grabowski          |
| Pizon | Stratford Johns       | Czesław Byszewski        |
| Brytanik | Graham Seed           | Adam Ferency             |
| Karaktakus | Peter Bowles          | Włodzimierz Bednarski    |
| Lucjusz | Simon MacCorkindale   | Sergiusz Wolicki         |
| Lentulus | Jon Laurimore         | Eugeniusz Robaczewski    |
| Marek Agrypa | John Paul             | Włodzimierz Bednarski    |
| Marcellus | Christopher Guard     | Cezary Morawski          |
| Sabinus | Bruce Purchase        | Juliusz Berger           |
| młody Klaudiusz | Ashley Knight         | Michał Maciejewski       |
| Attyk | John Franklyn-Robbins | Włodzimierz Bednarski    |
| Gemellus | Douglas Melbourne     | Cezary Kwieciński        |
| Witeliusz | Roy Purcell           | Edmund Harwański         |
| Domicjusz | Esmond Knight         | Janusz Paluszkiewicz     |
| Poppea | Sally Bazely          | Daniela Machulska        |
| Liwiusz | Denis Carey           | Janusz Paluszkiewicz     |
| młody Kaligula | Robert Morgan         | Tomasz Podmiotko         |
| śpiewak | Robert Bateman        | Adrian Milewski          |
| Horacy | Norman Shelley        | Stanisław Jaśkiewicz     |
| Rufus | Michael Hawkins       | Leopold Matuszczak       |
| Kamilla | Carol Gillies         | Katarzyna Łaniewska      |
| Fabiusz | Jonathan Burn         | Edward Sosna             |
| młody Herod | Michael Clements      | Piotr Borowik            |
| Martyna | Patsy Byrne           | Alicja Migulanka         |
| Sentor | Roy Stewart           | Jan Mayzel               |
| Pollion | Donald Eccles         | Andrzej Grzybowski       |
| Cezonia/Sybilla | Freda Dowie           | Aleksandra Zawieruszanka |
| Domicja Lepida | Moira Redmond         | Maria Homerska           |
| Apikata | Kate Lansbury         | Barbara Bargiełowska     |
| Gershom | George Pravda         | Zygmunt Listkiewicz      |
| Lollia | Isabel Dean           | Maria Homerska           |
| Thallus | David Davenport       | Tadeusz Bogucki          |
| Elia | Liane Aukin           | Krystyna Kołodziejczyk   |
| Scylla | Charlotte Howard      | Krystyna Kołodziejczyk   |
| Helena | Karin Foley           | Hanna Mikuć              |
| Montanus | James Bree            | Zbigniew Kryński         |
| Tytus | Edward Jewesbury      | Zygmunt Maciejewski      |
| Mnester | Nicholas Amer         | Andrzej Kopiczyński      |
| Opracowanie wersji polskiej: Studio Opracowań Filmów w Warszawie Reżyseria: Izabella Fallewiczowa Dialogi polskie: Maria Etienne i Krystyna Uniechowska-Dembińska Operatorzy dźwięku: Alina Hojnacka-Przeździak i Stanisław Uszyński Montaż: Danuta Sierant i Alina Kucharska Kierownictwo produkcji: Adam Wieluński |                       |                          |

## Lista odcinków
UWAGA! Poniższa lista jest zgodna z emisją telewizyjną w TVP.
| Odcinki | Oryginalna emisja | Oryginalna emisja | Pierwsza emisja w Polsce | Pierwsza emisja w Polsce | Pierwsza emisja w Polsce |
| Odcinki | Premiera serialu  | Finał serialu     | Premiera serialu         | Finał serialu            |                          |
| ------- | ----------------- | ----------------- | ------------------------ | ------------------------ | ------------------------ |
| 13      | 20 września 1976  | 6 grudnia 1976    | 10 kwietnia 1979         | 28 lipca 1979            |                          |

| 1 | A Touch of Murder                | Dotknięcie zbrodni        | Herbert Wise | Jack Pulman | 20 września 1976     | 10 kwietnia 1979 |
| Rzym, 54 n.e. Klaudiusz wiedząc, że wkrótce umrze, rozpoczyna pisać w tajemnicy historię swej rodziny z wiarą, że wypłynie ona długo po jego śmierci. Rozpoczyna swoją opowieść siedemdziesiąt lat wcześniej, w 24 r. p.n.e. Oktawian August jako świeżo upieczony cesarz zaczyna faworyzować swego zięcia Marcellusa, ponad swojego starego przyjaciela i sojusznika Marka Agrypę. Obrażony przez Marcellusa na przyjęciu, Agrypa opuszcza Rzym w proteście przeciwko takiemu zachowaniu. Żona Augusta, Liwia chcąc, by jej syn Tyberiusz stał się następcą Augusta, postanawia otruć Marcellusa. Marcellus wkrótce umiera, zaś August skutecznie sprowadza z powrotem do Rzymu Marka Agrypę. August w celu przypieczętowania przyjaźni z Agrypą wydaje mu swoją córkę – Julię (wdowę po Marcellusie), by została jego żoną, co z kolei irytuje Liwię, która chciała, żeby Tyberiusz został mężem Julii, co sprawiłoby, że zostałby on następcą Augusta. |                                  |                           |              |             |                      |                  |
| 2 | Family Affairs                   | Sprawy rodzinne           | Herbert Wise | Jack Pulman | 20 września 1976     | 17 kwietnia 1979 |
| Rzym, 9–8 p.n.e. 9 lat minęło. Marek Agrypa nie żyje i Tyberiusz został zmuszony do poślubienia Julii, jednocześnie musząc rozwieść się ze swoją dotychczasową żoną, Wispanią Agrypiną. Będąc jednak wciąż w niej zakochany, spotyka się z nią potajemnie, irytując tym samym Augusta, ale Liwia broni swego syna, twierdząc, że informował ją o tych spotkaniach. Tyberiusz jest ucieszony obecnością swego brata, Druzusa, który pokłócił się z Liwią tuż przed opuszczeniem Rzymu w związku z kampanią. Druzus wkrótce pisze do Tyberiusza list, w którym prosi brata o pomoc w przekonaniu Augusta, by uczynił on ponownie Rzym Republiką, ale list ten zostaje przechwycony i przeczytany przez Liwię i Augusta. August odczytuje list jako młodzieńczą gwałtowność, jednak Liwia jest szczerze zmartwiona. Niebawem Druzus spada z konia, a jego noga zostaje przygnieciona, zaś jego stan ulega pogorszeniu pod nadzorem osobistego medyka Liwii. Umiera on w obecności swojej żony Antonii i niedawno urodzonego syna – Klaudiusza. Rok później pijana Julia rozwściecza Tyberiusza swym szyderstwem na temat Wispanii Agrypiny. Reakcja Tyberiusza jest natychmiastowa – uderza ją w twarz. W wyniku tego incydentu zostaje zmuszony do opuszczenia Rzymu. August spoglądając w przyszłość postanawia podzielić się swoją władzą z wnukami – Lucjuszem i Gajuszem, gdy staną się oni pełnoletni.     |                                  |                           |              |             |                      |                  |
| 3 | Waiting in the Wings             | Oczekiwanie               | Herbert Wise | Jack Pulman | 27 września 1976     | 24 kwietnia 1979 |
| Rzym, 3–5 n.e. Gajusz zmarł, zaś Tyberiusz przebywa na wygnaniu na Rodos za incydent Julią, która wykorzystuje jego nieobecność do serii romansów i orgii. Pewnego dnia w ogrodzie młody Klaudiusz łapie wilcze szczenię spadające ze szponów orła, co zostaje odczytane jako przepowiednia, że będzie on strzegł Rzymu w godzinie potrzeby. Liwia zaś kontynuuje swe intrygi. Wiedząc o romansie między Liwillą (siostrą Klaudiusza) a Postumem Agrypą (synem Julii), aranżuje ich zaręczyny z innymi ludźmi; z drugiej strony werbuje ona przyjaciela Lucjusza – Plaucjusza, by szpiegował przeciwko Julii oraz manipuluje Lucjuszem, na tyle skutecznie, że zostaje on wplątany w romans z Julią. Wstrząśnięty August skazuje Julię na wygnanie, Lucjusz zaś ginie w wypadku na łodzi (spowodowanym przez Plaucjusza na polecenie Liwii). Jego śmierć kończy wygnanie Tyberiusza i powraca on do Rzymu, by zostać następcą Augusta razem z Postumem – ostatnim żywym synem Julii. |                                  |                           |              |             |                      |                  |
| 4 | What Shall We Do About Claudius? | Co zrobimy z Klaudiuszem? | Herbert Wise | Jack Pulman | 4 października 1976  | 19 maja 1979     |
| Rzym, 9 n.e. Trzy rzymskie legiony zostają zmasakrowane w bitwie w Lesie Teutoburskim. Tyberiusz i Germanik zostają wysłani, by dokonać zemsty. Klaudiusz podczas prowadzenia badań nad historią swojego rodu zostaje pouczony przez historyka Poliona, by dalej udawał niedołężnego i przez to został uznany w rodzinie za nieszkodliwego głupca, co zwiększy jego szansę na dłuższe życie. August jest zdeterminowany, by uczynić Postuma swoim sukcesorem, ale Liwia nie chce o tym słyszeć. Mówi Liwilli, że wie o jej romansie z Postumem i że potrzebny jest teraz jeden władca, by utrzymać pokój, gdyż podział władzy doprowadził do rozpadu Republiki, dlatego sukcesja nie może być przedmiotem zatargu. Z pomocą Liwilli Postumus zostaje wrobiony w gwałt na niej. Postum informuje Augusta, że Liwia zabijała każdego kto mógłby stanąć pomiędzy tronem cesarskim a Tyberiuszem, jednak August nie daje mu wiary. Przed swoim wygnaniem Postum wyznaje Klaudiuszowi, że jego podejrzenia na temat ludzi, którzy zostali zabici na rozkaz Liwii były prawdziwe oraz radzi mu, by kontynuował udawanie głupca. Odcinek kończy się ślubem Klaudiusza z o wiele wyższą od niego Plaucją Urgulanillą, co powoduje salwę śmiechu wśród weselników. |                                  |                           |              |             |                      |                  |
| 5 | Poison Is Queen                  | Trucizna jest królową     | Herbert Wise | Jack Pulman | 11 października 1976 | 26 maja 1979     |
| Rzym, 13–14 n.e. Germanik pokonał Germanów i wraca do Rzymu triumfując. Klaudiusz opowiada mu o podejrzeniach Postuma i Germanik przekazuje tę informację Augustowi. Podczas wycieczki na Korsykę August zatrzymuje się, by zobaczyć Postuma i przekonuje się o jego niewinności oraz obiecuje mu ułaskawienie. August prywatnie dziękuje Klaudiuszowi za jego rolę w otworzeniu mu oczu i informuje go o zmianie swej woli w kwestii sukcesji. Wkrótce August zapada na zdrowiu. Zaczyna zdrowieć dzięki temu, że sam sobie przyrządza owoce, które wyhodował. Jednak jego powrót do zdrowia nie trwa długo. Wkrótce umiera otruty przez Liwię. Postum zostaje zaś zgładzony przez Sejana, oficera gwardii pretoriańskiej. Tyberiusz przygotowuje się do objęcia tronu i przejmuje dwie trzecie majątku Augusta, reszta zaś przypada Liwii. |                                  |                           |              |             |                      |                  |
| 6 | Some Justice                     | Nieco sprawiedliwości     | Herbert Wise | Jack Pulman | 18 października 1976 | 2 czerwca 1979   |
| Rzym, 19–20 n.e. Tyberiusz przy pomocy Sejana zaprowadza rządy twardej ręki. Tylko Germanik przeciwdziałał całkowitej tyranii, jednak gdy umiera w tajemniczych okolicznościach, w Syrii pojawiają się plotki jakoby Tyberiusz kazał zamordować Germanika. Żona Germanika, Agrypina oskarża gubernatora Syrii Pizona i jego żonę Plancynę o morderstwo i zdradę. Na sugestię Klaudiusza są oni sądzeni przez Senat, by uniknąć oskarżeń o przekupienie sądów. Zawodowa trucicielka Martyna zostaje umieszczona w tajnej kryjówce przez Klaudiusza i Heroda Agrypę, jednak wkrótce odnajdują ją szpiedzy Liwii. Zdradza ona Liwii, że Kaligula (syn Germanika) pomógł jej zabić Germanika. Pizon szantażuje Liwię i Tyberiusza listem, w którym wydano rozkaz zabici Germanika. Liwia w odwecie grozi Plancynie, mówiąc, że posiada dowód w postaci ewentualnego zeznania Martyny, jednakże ten incydent staje się przyczyną rozłamu w jej relacjach z Tyberiuszem. Plancyna próbuje przekonać Pizona, by popełnił samobójstwo, wiedząc, że zostanie oszczędzona. Jednak Pizon nie jest w pełni do tego przekonany i zostaje zadźgany przez Plancynę. To zdarzenie kończy proces, zaś Agrypina i jej przyjaciele muszą być usatysfakcjonowani, że stało się „trochę sprawiedliwości”. Kaligula zostaje ukarany przez Agrypinę za przebywanie nago ze swą siostrą, Druzyllą. W odwecie podpala on dom rodzinny. |                                  |                           |              |             |                      |                  |
| 7 | Queen of Heaven                  | Uczyńcie mnie boginią     | Herbert Wise | Jack Pulman | 25 października 1976 | 9 czerwca 1979   |
| Rzym, 23/29 n.e. Klaudiusz jest zaproszony na obiad, gdzie służąca Lollia nieoczekiwanie ujawnia, że została zmuszona do prostytucji przez Tyberiusza i popełnia samobójstwo. Tyberiusz żyje tylko dla swych perwersji, a Kaligula jest szczęśliwy, współuczestnicząc w nich. Sejan faktycznie zarządza imperium, kontynuując aresztowania i procesy o zdradę wśród patrycjuszy. Wdaje się też w romans z Liwillą, która jest nim tak zauroczona, że zatruwa swojego męża, Kastora. Sejan skutecznie przekonuje Klaudiusza, by poślubił jego siostrę Aelię, która jest w ciąży z innym mężczyzną. Klaudiusz nieoczekiwanie otrzymuje zaproszenie na ucztę od Liwii, z którą nie rozmawiał od lat. Przeczuwając swoją śmierć, Liwia wyjawia Klaudiuszowi nieznaną dotąd przepowiednię Sybilli, która mówi, że on i Kaligula pewnego dnia będą rządzić imperium. Zobowiązuje ich z osobna do złożenia przysięgi, że uczynią ją boginią, by uniknęła po śmierci wiecznego potępienia za swe uczynki. Klaudiusz zgadza się pod warunkiem, że ujawni mu ona swoje wszystkie zbrodnie. Na łożu śmierci przyjmuje wizytę od Kaliguli, który odwołuje swą przysięgę, twierdząc, że stanie się on najpotężniejszym bogiem, jakiego znać będzie cały świat. W przeciwieństwie do niego Klaudiusz podtrzymuje swą przysięgę i Liwia umiera w spokoju.                                                                    |                                  |                           |              |             |                      |                  |
| 8 | Reign of Terror                  | Królestwo terroru         | Herbert Wise | Jack Pulman | 1 listopada 1976     | 16 czerwca 1979  |
| Rzym, 30–31 n.e. Tyberiusz przebywa na wyspie Capri. Sejan konsoliduje w swym ręku coraz większą władzę w Rzymie przez doprowadzenie do wygnania Agrypiny i jej najstarszego syna Nerona oraz przez aresztowanie jej drugiego syna Druzusa, który zostaje zagłodzony na śmierć. Sejan rozwodzi się z żoną i zwraca się do Tyberiusza z prośbą o zgodę na poślubienie Liwillii. Tyberiusz odmawia ze względu na to, że małżeństwo mogłoby zbytnio go wywyższyć, to jednak pozwala mu poślubić jej córkę, Helenę. Zazdrosna Liwilla próbuje otruć Helenę. Antonia odkrywa listy córki do Sejana, z których wynika, że są winni wielu zbrodni oraz jest w nim zawarte podżeganie do zamordowania Tyberiusza. Klaudiusz przemyca dowód do Tyberiusza. Za namową Kaliguli Tyberiusz rozkazuje Makronowi, oficerowi gwardii, by przeprowadził egzekucję Sejana, jego rodziny i zwolenników. Klaudiusz ledwie uchodzi z życiem, rozwodząc się ze swoją żoną, która była siostrą Sejana. Tymczasem Antonia zamyka Liwillę w jej pokoju, mówiąc jej, że zostanie w nim aż do śmierci. |                                  |                           |              |             |                      |                  |
| 9 | Zeus, by Jove!                   | Zeus czy Jowisz?          | Herbert Wise | Jack Pulman | 8 listopada 1976     | 23 czerwca 1979  |
| Rzym, 37–38 n.e. Tyberiusz umiera uduszony przez Makrona (za cichym przyzwoleniem Kaliguli). Pozostawia po sobie dwóch współnastępców – Kaligulę i Gemellusa. Długoletni przyjaciel Klaudiusza, Herod Agrypa powraca do Rzymu w czasie, gdy na tron wstępuje Kaligula. Klaudiusz zostaje uczyniony konsulem przez Kaligulę, mimo swojego sprzeciwu. Kaligula zdradza symptomy choroby psychicznej i nagle zapada w śpiączkę. Po obudzeniu się ze śpiączki Kaligula twierdzi, że stał się Zeusem. Klaudiusz zabawia go, mając nadzieję, że Kaligula zdradzi oznaki swej „boskości” przed Senatem i że przez to zostanie zdetronizowany przez Senat, co sprawi, że Republika zostanie odrestaurowana. Jednak Senat akceptuje deklaracje Kaliguli jakoby stał się bogiem. Kaligula staje się coraz bardziej okrutny: senator, który powiedział Makronowi, podczas śpiączki Kaliguli, że mógłby za niego oddać życie, zostaje zmuszony przez Kaligulę do popełnienia samobójstwa; Gemellus zostaje zabity; zaś Druzylla (siostra Kaliguli) zostaje ogłoszona Herą. Zniesmaczona rządami Kaliguli Antonia popełnia samobójstwo, zostawiając Klaudiusza zrozpaczonego. Kaligula lękając się, że jego dziecko będzie potężniejsze od niego, próbuje odtworzyć narodziny Ateny: tak jak Zeus zrobił to z Metydą, tak on wycina z brzucha swej siostry nienarodzone dziecko i zjada je.                                |                                  |                           |              |             |                      |                  |
| 10 | Hail Who?                        | Chwała, ale komu?         | Herbert Wise | Jack Pulman | 15 listopada 1976    | 7 lipca 1979     |
| Rzym, 40–41 n.e. Klaudiusz żyje z byłą prostytutką Kalpurnią w skromnych warunkach. Kaligula czyni pałac cesarski w domem publicznym, gdzie żony senatorów zmuszone są do brania udziału w orgiach, a Klaudiusza zmusza do bycia kasjerem przy drzwiach pałacu. Jako żart aranżuje on małżeństwo Klaudiusza z bardzo piękną Messaliną. Pogrążony w szaleństwie Kaligula czyni swojego konia Incitatusa senatorem oraz zabiera legiony do Germanii w celu tłumienia rzekomego buntu, a później nad kanał La Manche, gdzie dochodzi do „bitwy” między wojskami Kaliguli a Neptunem. Żołnierze „walczą” z falami morskimi. Kaligula powraca do Rzymu i chce dokonać egzekucji wszystkich senatorów za nieuhonorowanie jego zwycięstw przez Senat, jednak Klaudiusz i Cezonia przekonują go skutecznie, by tego nie robił. Kasjusz Cherea (trybun pretorianów) kreuje spisek w celu zgładzenia Kaliguli. Podczas igrzysk na cześć Augusta Kaligula zostaje zabity w przejściu przez spiskowców. Następnie zgładzone zostają żona i córka Kaliguli. Pretorianie, którzy wpadli do pałacu cesarskiego, znajdują ukrytego za firanką Klaudiusza i po chwili obwołują go cesarzem. |                                  |                           |              |             |                      |                  |
| 11 | Fool’s Luck                      | Złudne szczęście          | Herbert Wise | Jack Pulman | 22 listopada 1976    | 14 lipca 1979    |
| Rzym, 41–43 n.e. Liderzy pretorian oraz Herod Agrypa skutecznie przekonują Klaudiusza do przyjęcia władzy cesarskiej. Klaudiusz zaś skutecznie przekonuje Senat, by został obrany cesarzem. Pierwszym jego działaniem jako cesarza jest skazanie na śmierć Kasjusza Cherei za morderstwo Cezonii i jej córki. Następnie zgodnie z obietnicą ogłasza Liwię boginią. Po skutecznym spłodzeniu dziecka i jego urodzeniu Messalina przekonuje go, by dzielił z nią ciężar władzy. Herod zostaje nagrodzony przez Klaudiusza Judeą. Messalina namawia senatora Appiusza Silanusa, by dokonał zamachu na Klaudiusza. Później Domicja (matka Messaliny) i Silanus pobierają się. Herod przed swoim odjazdem ostrzega Klaudiusza, że jako cesarz nie może ufać nikomu, ani żonie, ani doradcom, ani jemu samemu. Messalina wkrótce uwodzi Silanusa i przekonuje go, że Klaudiusz jest tak samo zepsuty jego poprzednicy. Silanus w końcu dokonuje zamachu, lecz nieskutecznie. Po tym zdarzeniu Messalina wypiera się wszystkiego i przekonuje Klaudiusza o niewinności swojej i jej matki, zaś Silanus zostaje skazany na śmierć. |                                  |                           |              |             |                      |                  |
| 12 | A God in Colchester              | Bóg Colchesteru           | Herbert Wise | Jack Pulman | 29 listopada 1976    | 21 lipca 1979    |
| Rzym, 47–48 n.e. Klaudiusz podbija Brytanię. Messalina regularnie dopuszcza się ekscesów erotycznych i wyzywa prostytutkę Skyllę na zawody, która z nich obsłuży więcej mężczyzn w jedną noc. Messalina bez problemu wygrywa tę rywalizację. Klaudiusz powraca do Rzymu w glorii chwały, ale jest zdruzgotany informacją, że Herod Agrypa zorganizował na wschodzie bunt przeciwko niemu. Herod wierzy, że jest Mesjaszem, ale umiera wkrótce przed realizacją swoich planów. Messalina bierze swego kochanka Gajusza Syliusza za męża i oboje rozwodzą się ze swoimi dotychczasowymi małżonkami, myśląc, że zostaną zaakceptowani przez Rzym jako władcy. Zmuszeni do działania Pallas i Narcyz (wyzwoleńcy będący doradcami Klaudiusza) skutecznie namawiają Kalpurnię, by powiedziała całą prawdę o wydarzeniach w Rzymie cesarzowi. W końcu Klaudiusz daje wiarę ich słowom, a wszyscy spiskowcy zostają zabici, nawet Messalina, na którą podpisał wyrok, będąc pijanym. Na końcu odcinka Klaudiusz dowiaduje się, że Brytowie ogłosili go bogiem i poświęcili mu świątynię w Colchester. |                                  |                           |              |             |                      |                  |
| 13 | Old King Log                     | Stary król Kij            | Herbert Wise | Jack Pulman | 6 grudnia 1976       | 28 lipca 1979    |
| Rzym, 54 n.e. Klaudiusz jako życzliwy władca zwiększa swoją popularność w Rzymie, jednak mimo to jest przekonany, że wkrótce i tak rządząca rodzina zostanie znienawidzona i trzeba na nowo urządzić Republikę. By osiągnąć ten cel, poślubia swoją bratanicę Agrypinillę (imię zmienione na potrzeby serialu, chodzi tu historyczną postać Agrypiny Młodszej) i adoptuje jej syna Nerona, czyniąc go współnastępcą razem ze swym synem Brytanikiem. Z przepowiedni Klaudiusz wie, że Neron będzie następnym władcą Rzymu, ale próbuje strzec Brytanika przez zamiar wysłania go do Brytanii, co może sprawić, że kiedy Neron umrze, to on przejmie władzę po nim. Niestety Brytanik nie wierzy w przywrócenie Republiki i żąda dopuszczenia go do współzawodniczenia z Neronem. Klaudiusz, znając ostateczną przyszłość, zmuszony jest pozostawić syna swemu losowi. Gotowy na swój koniec Klaudiusz celowo zjada zatrutego grzyba z widelca żony. Szukając testamentu Klaudiusza, Neron i Agrypinilla trafiają na jego autobiografię i palą ją. Klaudiusz, leżąc na łożu śmierci, śmieje się z faktu, że spalono jego autobiografię, gdyż zakopał jej drugi egzemplarz w ogrodzie oraz dowiaduje się od Sybilli, że Republika już nigdy nie powróci, a Neron będzie ostatnim władcą z dynastii julijsko-klaudyjskiej, jednak cesarze, którzy po nim nastaną, nie będą tacy źli.                             |                                  |                           |              |             |                      |                  |

## Nagrody

### Wielka Brytania
Serial zdobył trzy nagrody BAFTA w 1977 roku.
Nagrody odebrali:
- Derek Jacobi w kategorii „najlepszy aktor”
- Siân Phillips w kategorii „najlepsza aktorka”
- Tim Harvey w kategorii „najlepsza scenografia”

W 2000 serial zajął 12. miejsce na liście 100 Najlepszych Brytyjskich Programów Wszech Czasów przygotowanej przez Brytyjski Instytut Filmowy.

### Stany Zjednoczone
Serial zdobył jedną nagrodę Emmy w 1978 roku. Nagrodę odebrał:
- Tim Harvey w kategorii „najlepsza scenografia”

W 2007 znalazł się na liście 100 Najlepszych Serialów Wszech Czasów magazynu „Time”.

## Emisja telewizyjna w Polsce
Serial w wersji dubbingowanej był po raz pierwszy wyświetlany w Polsce przez TVP1 w 1979. W tej samej telewizji był wyświetlany w roku 1985 z dubbingiem i 1998 w wersji z lektorem. W 2007 serial był ponownie wyświetlany przez TV Puls, również w wersji z lektorem. Od 24 grudnia 2014 do 6 stycznia 2015 serial był emitowany w TVP Historia ze zrekonstruowanym dubbingiem.

## Wydanie DVD w Polsce
W 2005 serial został wydany przez Monolith Films na DVD. Wydanie złożone jest z pięciu płyt DVD ze wszystkimi odcinkami oraz jest uzupełnione 75-minutowym filmem dokumentalnym o realizacji serialu i scenami usuniętymi. Zawiera ono też oryginalną i polską ścieżkę dźwiękową z lektorem oraz polskie napisy. Wydanie DVD zawiera jednak inną numerację odcinków, ponieważ zostały w nim połączone odcinki 1 i 2. Wersja DVD z 2005 roku składa się zatem jedynie z 12 odcinków. Jednocześnie wspomniane połączenie pierwszych dwóch odcinków serii wymusiło zmiany w montażu scen retrospekcji kłótni cesarza Augusta z żoną Liwią oraz ćwiczeń Druzusa i Tyberiusza. W pełnym wydaniu 13-odcinkowym sceną kończącą odcinek pierwszy, jest scena, w której Klaudiusz opisuje okoliczności śmierci Marka Agrypy, a swoją opowieść kontynuuje już w odcinku drugim. Scena ta została niemal całkowicie usunięta z wydania DVD, natomiast kwestia wypowiadana przez Klaudiusza znalazła się na DVD.